# Dopton

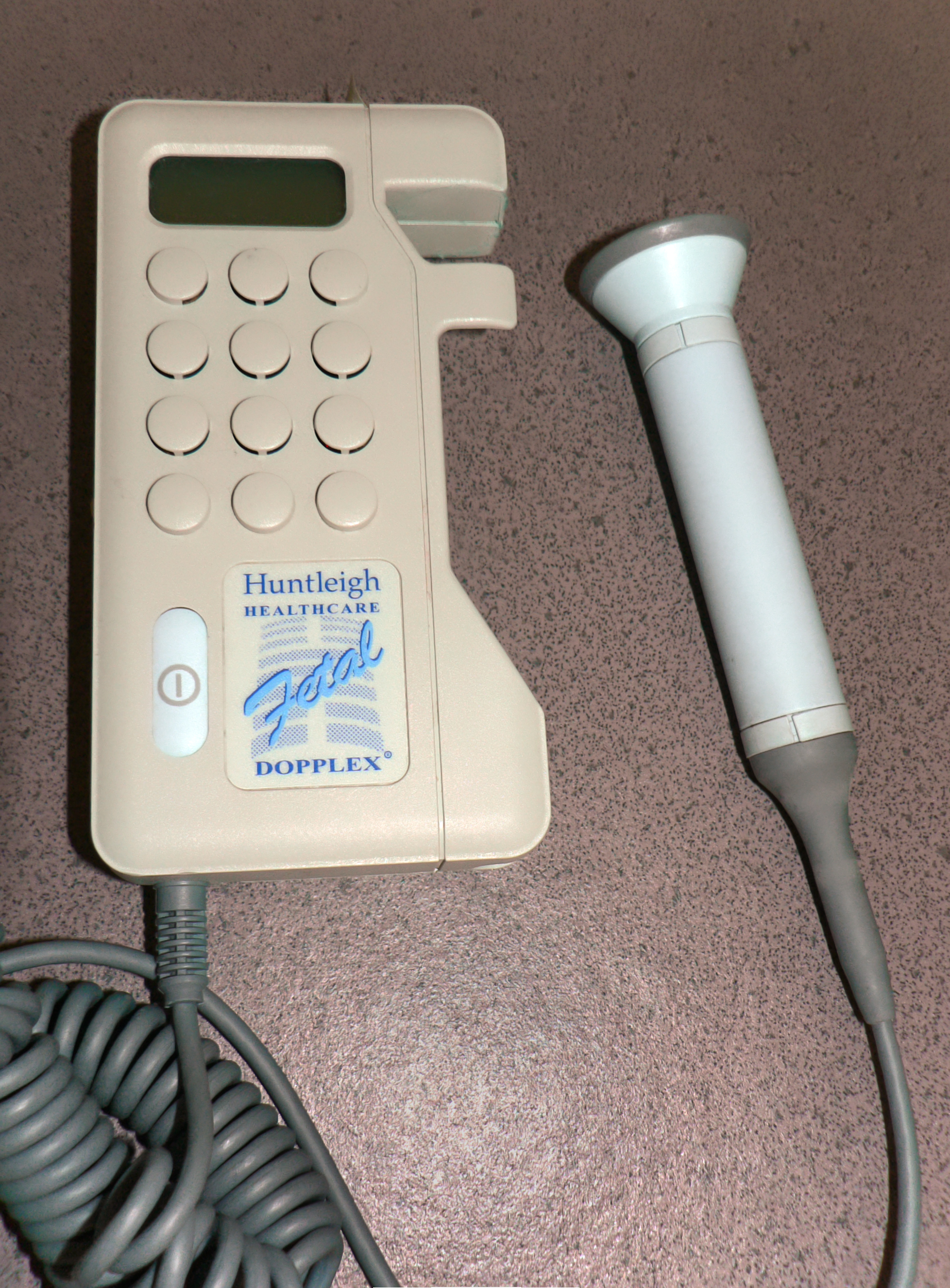
Dopton

Das Dopton, auch Fetaldoppler, ist ein kleines tragbares Handgerät zum Abhören der fetalen Herztöne während Schwangerschaft und Geburt mittels Ultraschall. Diese Geräte werden vor allem von Hebammen eingesetzt. Es nutzt den Doppler-Effekt, um eine akustische Simulation des Herzschlages zu erzeugen.
Doptone unterbreiten etwa die gleichen Informationen wie ein Holztonrohr nach Pinard. Ein Vorteil des Doptons ist, dass auch andere Anwesende außer der abhörenden Person die Herztöne hören können. Nachteilig gegenüber Pinardrohr sind die höheren Anschaffungskosten dieses elektronischen Gerätes. Im Vergleich mit Kardiotokografie (CTG) lässt das Dopton die Aufzeichnung missen (je nach Gerät) sowie die synchrone Wehenaufzeichnung. Ein Vorteil gegenüber CTG ist der flexible Einsatz, der nicht die Bewegungsfreiheit der Mutter beeinträchtigt.
Es gibt Doptone, die die Töne auf einer digitalen Anzeige darstellen und den Verlauf aufzeichnen. Wasserdichte Doptone für den Gebrauch für Wassergeburten sind ebenfalls erhältlich. Seit 2014 gibt es Doptongeräte, die man mit dem Smartphone verbinden kann.